# Vikram Seth
Vikram Seth CBE FRSL (Calcutá, 20 de junho de 1952) é um romancista e poeta indiano. Ele escreveu vários romances e livros de poesia. Ele ganhou vários prêmios, como Padma Shri, Sahitya Akademi Award, Pravasi Bharatiya Samman, WH Smith Literary Award e Crossword Book Award. As coleções de poesia de Seth, como Mappings e Beastly Tales, são contribuições notáveis ao cânone da poesia em língua inglesa da Índia.

## Primeiros anos e educação
Seth nasceu em 20 de junho de 1952 em Calcutá, na Índia. Seu pai, Prem Nath Seth, era um executivo da Bata Shoes e sua mãe, Leila Seth, uma advogada por formação, tornou-se a primeira juíza da Suprema Corte de Delhi e a primeira mulher a se tornar Chefe de Justiça de uma Suprema Corte estadual na Índia.
Seth foi escolarizado no internato particular só para meninos The Doon School em Dehradun, onde foi editor-chefe do The Doon School Weekly. Em Doon, ele foi influenciado por seu professor, o montanhista Gurdial Singh, que lhe ensinou geografia e, de acordo com Leila Seth, "guiou Vikram de muitas maneiras (...) encorajou-o a apreciar a música clássica ocidental e incutiu nele o amor pela aventura e ousadia". Singh, mais tarde, descreveu Seth como um "trabalhador infatigável, e ele mantém sem dificuldade seu distinto nível nos estudos (...) ele colocou uma enorme quantidade de energia em outras esferas da vida escolar, no teatro, no debate, nos primeiros socorros, na música e na edição do Doon School Weekly". Depois de se formar em Doon, Seth foi para a Tonbridge School, na Inglaterra, para concluir seus níveis A. Posteriormente, ele estudou Filosofia, Política e Economia no Corpus Christi College da Universidade de Oxford. Ele então fez um doutorado em Economia na Universidade de Stanford, mas nunca o concluiu.

## Carreira como romancista
Seth publicou oito livros de poesia e três romances. Em 1980, ele escreveu Mappings, seu primeiro livro de poesia. A publicação de A Suitable Boy, um romance de 1 349 páginas, impulsionou Seth para os holofotes do público. Foi adaptado para uma minissérie dramática de televisão da BBC em 2020. Seu segundo romance, An Equal Music, trata da conturbada vida amorosa de um violinista. A obra de Seth, Two Lives, publicada em 2005, é um livro de memórias do casamento de seu tio-avô e tia.
Além de The Golden Gate, Seth escreveu outras obras de poesia, incluindo Mappings (1980), The Humble Administrator's Garden (1985), All You Who Sleep Tonight (1990) e Three Chinese Poets (1992). Seu livro infantil, Beastly Tales from Here and There (1992), consiste em 10 histórias sobre animais. Ele escreveu um livro de viagens, From Heaven Lake: Travels through Sinkiang and Tibet (1983), um relato de uma viagem pelo Tibete, China e Nepal. Ele também foi contratado pela English National Opera para escrever um libreto baseado na lenda grega de Arion e o Golfinho. A ópera foi apresentada pela primeira vez em junho de 1994.
Uma continuação de A Suitable Boy, A Suitable Girl foi anunciada em 2009, mas ainda não foi publicada.
O antigo agente literário de Seth, Giles Gordon, lembrou-se de ter sido entrevistado por Seth para o cargo: "Vikram sentou-se numa ponta de uma longa mesa e começou a interrogar-nos. Foi absolutamente incrível. Ele queria saber os nossos gostos literários, as nossas opiniões sobre poesia, as nossas opiniões sobre peças de teatro, de que romancistas gostávamos". Mais tarde, Seth explicou a Gordon que ele havia passado na entrevista não por considerações comerciais, mas porque, diferentemente dos outros, ele era o único agente que parecia tão interessado em sua poesia quanto em seus outros escritos. Seth seguiu o que ele descreveu como "o adiantamento ridículo para aquele livro" (250 mil euros para A Suitable Boy) com 500 mil euros para An Equal Music e 1,4 milhões de euros para Two Lives. Ele preparou um poema acróstico para seu discurso no serviço memorial de Gordon em 2005.
Em 16 de junho de 2024, a editora Speaking Tiger anunciou o lançamento da tradução em inglês de Seth do hino sagrado hindu "Hanuman Chalisa" - seu primeiro novo trabalho em mais de uma década.

## Posição política
Seth comentou sobre as eleições gerais na Índia realizadas durante o verão de 2024, dizendo que "vivemos em uma situação melhor agora do que há um mês". Ele fez esse comentário menos de um mês após o término das eleições e a posse de um novo governo de coalizão. Seth disse que "pelo menos agora há alguma limitação à autocracia".
Sobre a recente sanção para processar a autora Arundhati Roy, ele observou que era "loucura".

## Vida pessoal
Seth é bissexual. Ele teve um relacionamento com o violinista Philippe Honoré por dez anos e dedicou a ele seu romance An Equal Music. Em 2006, ele se tornou um líder da campanha contra a Seção 377 do Código Penal Indiano, uma lei contra a homossexualidade. Quando a Secção 377 foi restabelecida em 2013, Seth continuou a fazer campanha contra a lei.
Seth divide seu tempo entre o Reino Unido, onde comprou e reformou a antiga casa do poeta anglicano George Herbert perto de Salisbury, e a Índia, onde tem uma casa de família em Noida, Utar Pradexe.

## Obras publicadas

### Romance
- 1986: The Golden Gate (em inglês)[29]
- 1993: A Suitable Boy (em inglês)
- 1999: An Equal Music (em inglês)[30]

### Poesia
- 1980: Mappings (em inglês)
- 1981: The Tale Of Melon City (em inglês)
- 1985: The Humble Administrator's Garden (em inglês)
- 1990: All You Who Sleep Tonight (em inglês)
- 1991: Beastly Tales (em inglês)
- 1992: Three Chinese Poets (em inglês)
- 1994:The Frog and the Nightingale (em inglês)
- 2015: Summer Requiem: A Book of Poems (em inglês)
- A Doctor's Journal Entry for August 6,1945 (em inglês)
- Elephant and the Trapogan (em inglês)

### Tradução
- Hanuman Chalisa[31]

### Ficção infantil
- 1994: Arion and the Dolphin (em inglês)
- 2020: The Louse and the Mosquito (em inglês)

### Não ficção
- 1983: From Heaven Lake: Travels, Through Sinkiang and Tibet (em inglês)
- 2005: Two Lives (em inglês)
- 2011: The Rivered Earth (em inglês)[32]

### Participação em antologias de poesia
- The Oxford India Anthology of Twelve Modern Indian Poets (em inglês). E. Arvind Krishna Mehrotra. Nova Deli: Oxford University Press, 1992.[33][34]
- The Golden Treasure of Writers Workshop Poetry (em inglês). E. Rubana Huq. Calcutá: Oficina de escritores, 2008.[35]

## Prêmios e honrarias
- 1983 – Prêmio Thomas Cook Travel Book por From Heaven Lake: Travels Through Sinkiang and Tibet
- 1985 – Prêmio de Poesia da Commonwealth (Ásia) para O Jardim do Administrador Humilde
- 1988 – Prêmio Sahitya Akademi para The Golden Gate
- 1993 – Pré-indicado, Irish Times International Fiction Prize para A Suitable Boy
- 1994 – Prêmio Commonwealth Writers (Vencedor Geral, Melhor Livro) por A Suitable Boy
- 1994 – Prêmio Literário WH Smith para Um Garoto Adequado
- 1999 – Prêmio Crossword Book para An Equal Music
- 2001 – Comandante da Ordem do Império Britânico (CBE)
- 2001 – EMMA (BT Ethnic and Multicultural Media Award) de Melhor Livro/Romance por An Equal Music
- 2005 – Pravasi Bharatiya Samman
- 2007 – Padma Shri em Literatura e Educação[36]
- 2013 – NDTV 's 25 maiores lendas vivas globais na Índia